# Valverde (Santarém)

Valverde é uma aldeia da freguesia de Alcanede, do concelho e distrito de Santarém, ficando a aldeia de Valverde a aproximadamente a 33 km da cidade de Santarém.
A localidade fica situada no extremo nordeste do Ribatejo, fazendo fronteira com a Estremadura, nomeadamente com a freguesia da Mendiga. Pertence também ao Parque Natural das Serras de Aire e Candeeiros, ficando no vale entre as duas serras.
Valverde é uma terra conhecida pelas suas paisagens verdejantes. A localidade possui também um posto de vigia contra incêndios florestais no topo de um dos montes da Serra dos Candeeiros - o "Talefe" - que tem uma vista panorâmica excelente para Valverde e outras terras em redor. Nesse local pode-se também observar o Oceano e a Ilha da Berlenga Grande em dias de céu limpo.
Para além do "Talefe", existem vários parques de merendas espalhados pela localidade, o "Barreiro dos Vais", que foi construído recentemente, que conta com uma lagoa onde se pode tomar banho, com jardins, casas de banho, abastecimento de água potável e churrasqueira para um piquenique.

## História
O nome Valverde, segundo a lenda, foi dado pelo poeta português Bocage, num dia de primavera, enquanto passava pela região, que na estação é rica numa vegetação verdejante.
Antes da localidade se chamar Valverde, teve ainda o nome Casais Carvalhos, na actualidade, é apenas uma das ruas de Valverde.
Valverde foi, em tempos, um dos grandes fornecedores de pedra calcária para o Mosteiro da Batalha e para o Convento de Mafra, onde existe um mapa, datado de 1700, onde o nome da localidade está bem destacado.
Valverde ainda possui uma capela com uma história curiosa. Por volta do século XVII, altura em que a epidemia da peste dominava sobre Portugal, foi edificada a capela de Valverde e, reza a lenda, uma senhora de nome Fernanda Esteves foi visitada por um vagabundo que passava pela aldeia em busca de acolhimento. Foi recebido pela senhora que lhe havia perguntado se ele trazia consigo a epidemia e este lhe respondera que não. Mas o homem mentiu, e não tardou ao seu marido e um filho morrerem com esta terrível doença! Assim Fernanda mandou cavar sepulturas para a sua morte e dos seus restantes filhos e fez a promessa a S. Pedro que caso sobrevivesse, ela e os seus filhos, a tal surto construiria com os próprios fundos uma capela sobre as sepulturas. 
E assim foi, tanto ela como os filhos sobreviveram e a capela foi edificada em nome de S. Pedro e ainda permanece no mesmo local resistindo ao tempo.